# Rigel Skerries
Rigel Skerries är en ögrupp i Antarktis. Den ligger i havet utanför Östantarktis. Australien gör anspråk på området.